# Mod K. Ceesay
Mod K. Ceesay (Modou K. Ceesay; * 20. Jahrhundert) ist ein gambischer Politiker.

## Leben
Ceesay war von März 2016 bis Ende 2018 stellvertretender Staatssekretär im Ministerium für Erdöl und Energie und später Staatssekretär im Ministerium für Finanzen und Wirtschaft und Ministerium für Handel, Regionale Integration und Beschäftigung und ab Juli 2019 Staatssekretär im Ministerium für Bauwesen und Infrastruktur.
Mit Bildung des neuen Kabinetts am 4. Mai 2022 berief der wiedergewählte Präsident Adama Barrow Ceesay als Stabschef und Leiter des Präsidialamtes (Chief of Staff), diese Funktion wurde mit der Kabinettsbildung neu eingerichtet. Administrativer Leiterin des Stabschefs war die Generalsekretärin und Leiterin des öffentlichen Dienstes (Secretary-General and Head of the civil). Zu seinen Aufgaben gehörte, das alle Korrespondenzen für den Präsidenten fortan an den Stabschef zu richten sind.
Im November 2024 transferierte Barrow die Aufgaben des Stabschefs in das neu gebildete Ministerium im Präsidialamt und übertrug Ceesay das Ministeramt. Der Minister berät den Präsidenten und koordiniert dessen Prioritäten, Verpflichtungen und Aufgaben. Als Stabschef ist er für die Umsetzung präsidialer Entscheidungen in den Ministerien und Abteilungen zuständig.